# Albizia thompsonii
Albizia thompsonii är en ärtväxtart som beskrevs av Dietrich Brandis. Albizia thompsonii ingår i släktet Albizia och familjen ärtväxter.

## Underarter
Arten delas in i följande underarter:
- A. t. galbana
- A. t. thompsonii